# Jozef De Voght
 Jozef De Voght (Broechem 17 september 1877 - Meerhout 17 juli 1956) was een Vlaams schrijver.

## Biografie
Hij deed zijn humaniora studies aan het Klein Seminarie te Hoogstraten om vervolgens naar het groot seminarie te Mechelen te gaan. 
Hij werd in 1903 tot priester gewijd te Mechelen en was onderpastoor te Westerlo en te Antwerpen. Daarna werd hij pastoor te Retie. 